# Università tecnica d'ingegneria civile (Bucarest)
L'Università tecnica di ingegneria civile è un'università pubblica con sede a Bucarest fondata nel 1948.
È una delle istituzioni continuatrici della Scuola di ponti, strade, miniere e architettura fondata nel 1864 da Alexandru Ioan Cuza.